# Izraelski Korpus Morski
Izraelski Korpus Morski (hebr. ‏חיל הים הישראלי‎, oficjalnie hebr. זרוע הים, Zro’a ha-Jam) – jeden z trzech rodzajów sił zbrojnych Sił Obronnych Izraela. Jego zadaniem jest obrona Państwa Izrael na akwenie morskim, ochrona jego suwerenności, swobody żeglugi, obiektów strategicznych w morskiej strefie ekonomicznej Izraela, zapewnienie przestrzeni operacyjnej na morzu i wywiad. W jego skład wchodzą jednostki bojowe, dowództwo i jednostki zabezpieczenia.

## Zadania
Przed Izraelskim Korpusem Morskim stoją następujące zadania:
- prowadzenie działań na izraelskim teatrze morskim i poza nim,
- realizacja celów stawianych przez Sztab Generalny SOI w zależności od zmieniających się zagrożeń,
- obrona Państwa Izrael,
- obrona wód terytorialnych Państwa Izrael,
- zapewnianie przestrzeni operacyjnej Cahalu na morzu,
- ochrona obiektów strategicznych znajdujących się w morskiej strefie ekonomicznej Państwa Izrael i zapewnianie im swobodnego działania,
- działanie na rzecz budowania potencjału odstraszania Cahalu,
- odpowiedzialność za wywiad morski i przeprowadzanie operacji specjalnych na wodzie,
- przeprowadzanie akcji poszukiwawczych i ratunkowych na wodzie.

## Bazy i struktura

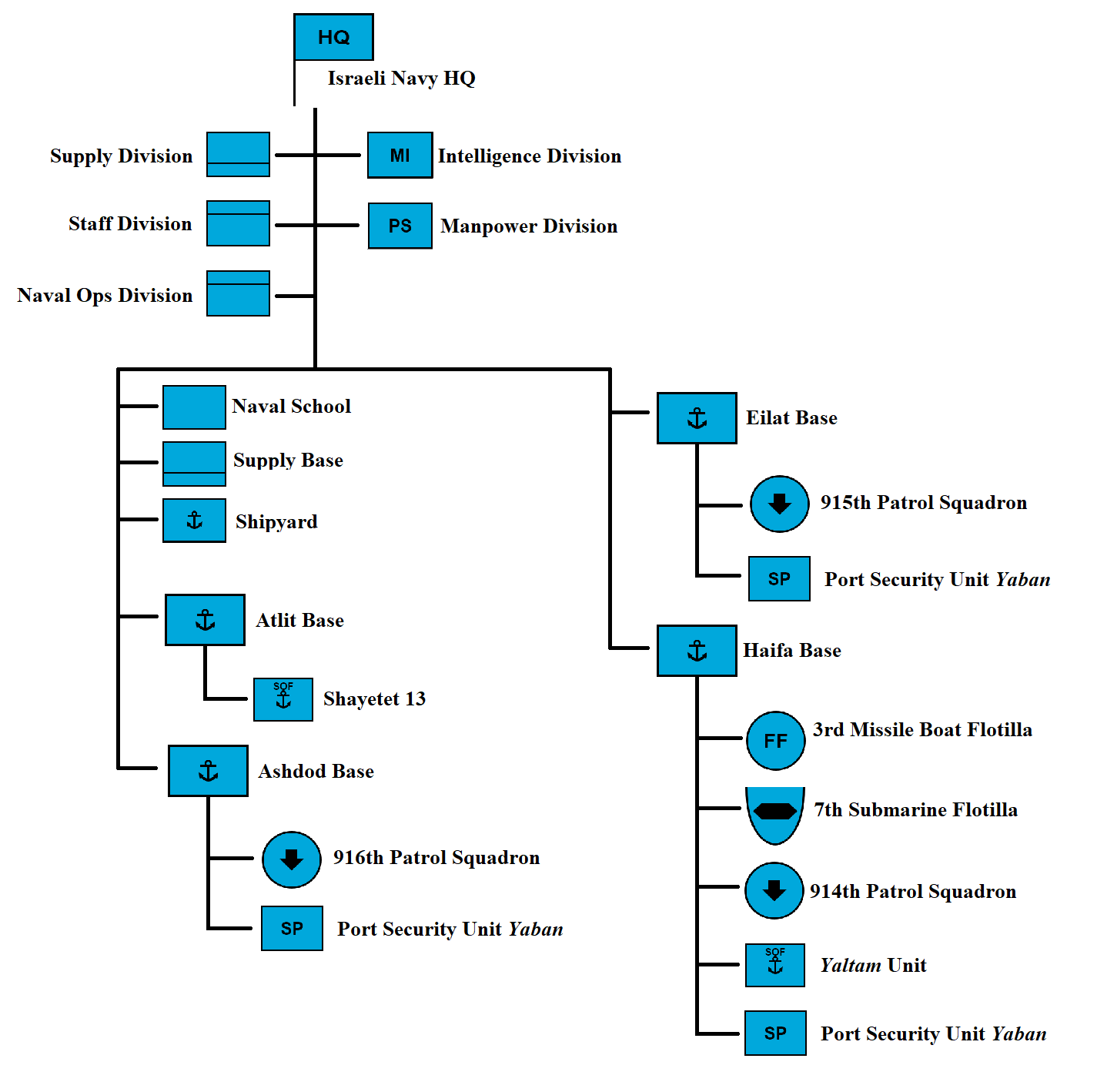
Struktura Izraelskiego Korpusu Morskiego

Na czele Korpusu Morskiego stoi Dowództwo Korpusu Morskiego Izraela, które mieści się w Tel Awiwie w dzielnicy Ha-Kirja. Dowództwo odpowiada za tworzenie wytycznych w dziedzinie morskiej polityki obronnej, tworzenie siły Korpusu Morskiego i jego działanie. W skład dowództwa wchodzi: Wydział ds. Kadr, Wydział ds. Wywiadu, Wydział ds. Wyposażenia, Wydział Sztabu, Wydział ds. Operacji Morskich.
Dowództwu podlegają:
- Baza w Hajfie. Odpowiada za bezpieczeństwo morskie Izraela i patrole w północnym sektorze. Jest to baza, w której stacjonują: Flotylla Okrętów Rakietowych, Flotylla Okrętów Podwodnych, 914 Eskadra Patrolowa, jednostka ds. bezpieczeństwa portów Jaban, jednostka działań podwodnych Jaltam[2],
- Baza w Aszdod. Odpowiada za bezpieczeństwo morskie Izraela i patrole w południowym sektorze Morza Śródziemnego. Jej zadaniem jest zwalczanie i udaremnianie przemytu i działalności terrorystycznej na morzu. W skład bazy wchodzą: 916 Eskadra Patrolowa, jednostka ds. bezpieczeństwa portów Jaban[2],
- Baza w Ejlacie (tzw. sektor Morza Czerwonego). Odpowiada za zapewnienie bezpieczeństwa portu i miasta Ejlat, bezpieczeństwo i patrole na południe od miasta. W bazie stacjonują: 915 Eskadra Patrolowa, jednostka ds. bezpieczeństwa portów Jaban. Baza odpowiada za przeciwdziałanie terroryzmowi oraz system ostrzegania przed zagrożeniami morskimi[2],
- Baza Atlit. Atlit jest siedzibą morskiej jednostki specjalnej Szajjetet 13. Jest to jednocześnie baza treningowa jednostki[2],
- Baza szkoleniowa. Znajduje się w Hajfie i odpowiada za szkolenie rekrutów Korpusu Morskiego, odpowiada za przygotowanie, udoskonalanie i przeprowadzanie kursów i programów szkoleniowych. Znajdują się tu także centra odpowiedzialne za selekcję kandydatów do Wydziału Wywiadu Korpusu Morskiego[2],
- Baza stoczniowa. Zajmuje się utrzymaniem, konserwacją i modernizacją jednostek będących w służbie Izraelskiego Korpusu Morskiego[2],
- Baza zaopatrzeniowa. Składa się z magazynów zaopatrzenia, części, uzbrojenia i umundurowana[2].

## Uzbrojenie
Przed nazwą okrętów izraelskiej marynarki wojennej znajduje się skrótowiec Achi (hebr. אח''י), którego rozwinięciem jest anijat chejl ha-jam (hebr. אֳנִיָּת חיל הים), czyli Okręt Korpusu Morskiego.

### Okręty wojenne
| Typ               | Nazwa             | Ilość jednostek w służbie | W służbie od      | Uwagi                                                                 | Zdjęcie           |
| Korwety rakietowe | Korwety rakietowe | Korwety rakietowe         | Korwety rakietowe | Korwety rakietowe                                                     | Korwety rakietowe |
| ----------------- | ----------------- | ------------------------- | ----------------- | --------------------------------------------------------------------- | ----------------- |
| Sa’ar 6           | „Acma’ut”         | 1                         |                   | Zamówiono 4 jednostki, planowane wejście do służby w latach 2020-2021 |                   |
| Sa’ar 6           | „Magen”           | 1                         | 2020              | Zamówiono 4 jednostki, planowane wejście do służby w latach 2020-2021 |                   |
| Sa’ar 6           | „Nicachon”        | 1                         |                   | Zamówiono 4 jednostki, planowane wejście do służby w latach 2020-2021 |                   |
| Sa’ar 6           | „Oz”              | 1                         |                   | Zamówiono 4 jednostki, planowane wejście do służby w latach 2020-2021 |                   |
| Sa’ar 5           | „Ejlat”           | 3                         | 1994              |                                                                       |                   |
| Sa’ar 5           | „Lahaw”           | 3                         | 1994              |                                                                       |                   |
| Sa’ar 5           | „Chanit”          | 3                         | 1995              |                                                                       |                   |
| Kutry rakietowe   |                   |                           |                   |                                                                       |                   |
| Sa’ar 4.5         | „Romach”          | 8                         | 1981              |                                                                       |                   |
| Sa’ar 4.5         | „Keszet”          | 8                         | 1982              |                                                                       |                   |
| Sa’ar 4.5         | „Chec”            | 8                         | 1995              |                                                                       |                   |
| Sa’ar 4.5         | „Kidon”           | 8                         | 1991              |                                                                       |                   |
| Sa’ar 4.5         | „Tarszisz”        | 8                         | 1995              |                                                                       |                   |
| Sa’ar 4.5         | „Jafo”            | 8                         | 1998              |                                                                       |                   |
| Sa’ar 4.5         | „Cherew”          | 8                         | 2002              |                                                                       |                   |
| Sa’ar 4.5         | „Sufa”            | 8                         | 2003              |                                                                       |                   |
| Okręty patrolowe  |                   |                           |                   |                                                                       |                   |
| Super Dwora 3     |                   | 13                        | 2004              |                                                                       |                   |
| Super Dwora 2     |                   | 4                         | 1996              |                                                                       |                   |
| Dwora             |                   | 9                         | 1988              |                                                                       |                   |
| Szaldag           |                   | 5                         | 1989              |                                                                       |                   |
| Cira              |                   |                           |                   |                                                                       |                   |
| Okręty podwodne   |                   |                           |                   |                                                                       |                   |
| Dolfin            | „Tkuma”           | 3                         | 1999              | Zbudowane w Niemczech                                                 |                   |
| Dolfin            | „Dolfin”          | 3                         | 1999              | Zbudowane w Niemczech                                                 |                   |
| Dolfin            | „Lewiatan”        | 3                         | 2000              | Zbudowane w Niemczech                                                 |                   |
| Dolfin 2 AIP      | „Tanin”           | 3                         | 2012              | Zbudowane w Niemczech                                                 |                   |
| Dolfin 2 AIP      | „Rahaw”           | 3                         | 2014              | Zbudowane w Niemczech                                                 |                   |
| Dolfin 2 AIP      | „Drakon”          | 3                         | 2019              | Zbudowane w Niemczech                                                 |                   |

### Łodzie motorowe i jednostki pomocnicze
| Typ                                     | Nazwa            | Zdjęcie          |
| Okręty desantowe                        | Okręty desantowe | Okręty desantowe |
| --------------------------------------- | ---------------- | ---------------- |
| Aszdod                                  |                  |                  |
| Łodzie motorowe                         |                  |                  |
| Morena/Łódź hybrydowa                   |                  |                  |
| Snunit                                  |                  |                  |
| Bezzałogowa łódź motorowa Protektor     |                  |                  |
| Okręty pomocnicze                       |                  |                  |
| Holowniki Ce’ela                        |                  |                  |
| Okręt wielozadaniowy klasy Stollergrund | „Bat Jam”        |                  |

### Statki powietrzne
| Nazwa                         | Zdjęcie   | Uwagi |
| Śmigłowce                     | Śmigłowce | Śmigłowce |
| ----------------------------- | --------- | --- |
| Eurocopter AS565 Panther      |           | Śmigłowce eksploatowane przez Izraelską Marynarkę Wojenną są obsługiwane przez personel Izraelskich Sił Powietrznych oraz należą także do Izraelskich Sił Powietrznych. Do dyspozycji Izraelskigo Korpusu Morskiego jest 7 maszyn. |
| Bezzałogowe statki powietrzne |           | |
| Aeronautics Orbiter           |           | |

## Dowódcy
| Dowódca             | Lata      |  |
| ------------------- | --------- |  |
| Gerszon Zak         | 1948      |  |
| Paul Shulman        | 1948–1949 |  |
| Szelomo Szamir      | 1949–1950 |  |
| Mordechaj Limon     | 1950–1954 |  |
| Szemu’el Tankus     | 1954–1959 |  |
| Jochaj Ben-Nun      | 1960–1966 |  |
| Szelomo Erel        | 1966–1968 |  |
| Awraham Bocer       | 1968–1972 |  |
| Binjamin Telem      | 1972–1975 |  |
| Micha’el Barkaj     | 1975–1978 |  |
| Ze’ew Almog         | 1979–1985 |  |
| Awraham Ben Szuszan | 1985–1989 |  |
| Micha Ram           | 1989–1992 |  |
| Ammi Ajjalon        | 1992–1995 |  |
| Aleks Tal           | 1996–2000 |  |
| Jedidja Ja’ari      | 2000–2004 |  |
| Dawid Ben Ba’aszat  | 2004–2007 |  |
| Elijezer Marom      | 2007–2011 |  |
| Ram Rotberg         | 2011–2016 |  |
| Elijahu Szarwit     | 2016–2021 |  |
| Dawid Salame        | od 2021   |  |

Źródło: מפקדי זרוע הים לדורותיהם, „Izraelski Korpus Morski” (dostęp: 03.05.2020).

## Stopnie
Nazwy stopni w Siłach Obronnych Izraela są takie same, niezależnie od rodzajów sił zbrojnych i odpowiadają nazwom stopni wojsk lądowych.

### Korpus oficerów
| Korpus oficerów (קצינים)     | Korpus oficerów (קצינים)            | Korpus oficerów (קצינים)          | Korpus oficerów (קצינים)            | Korpus oficerów (קצינים) | Korpus oficerów (קצינים) | Korpus oficerów (קצינים) | Korpus oficerów (קצינים)             |
| ---------------------------- | ----------------------------------- | --------------------------------- | ----------------------------------- | ------------------------ | ------------------------ | ------------------------ | ------------------------------------ |
|                              |                                     |                                   |                                     |                          |                          |                          |                                      |
| אלוף alluf (Generał dywizji) | תת אלוף tat alluf (Generał brygady) | אלוף-משנה aluf miszne (Pułkownik) | סגן- אלוף segen aluf (Podpułkownik) | רב-סרן raw seren (Major) | סרן seren (Kapitan)      | סגן segen (Porucznik)    | סגן-משנה segen miszne (Podporucznik) |

Źródło: דרגות, „Izraelski Korpus Morski” (dostęp: 03.05.2020); תולדות הדרגות בחיל הים, „Amutet Chejl ha-Jam” (dostęp: 03.05.2020); RANK INSIGNIA – NAVY & COAST GUARD, „Uniform Insignia” (dostęp: 03.05.2020); A. Shafir, The Names of Israeli Military Ranks and their linguistic analysis, „Redefining Community in Intercultural Context” 2013, vol. 2, nr 1, s. 156.

### Korpus podoficerów
W 2011 roku Szef Sztabu Generalnego SOI wprowadził stopień raw nagad miszne pomiędzy raw samal bachir a raw nagad.
| Korpus podoficerów (נגדים)                  | Korpus podoficerów (נגדים)             | Korpus podoficerów (נגדים)                      | Korpus podoficerów (נגדים)                        | Korpus podoficerów (נגדים)                       | Korpus podoficerów (נגדים)                   |
| ------------------------------------------- | -------------------------------------- | ----------------------------------------------- | ------------------------------------------------- | ------------------------------------------------ | -------------------------------------------- |
|                                             |                                        |                                                 |                                                   |                                                  |                                              |
| רב-נגד raw nagad (Starszy Chorąży Sztabowy) | רב-נגד משנה raw nagad miszne (Chorąży) | רב-סמל בכיר raw samal bachir (Chorąży sztabowy) | רב-סמל מתקדם raw samal mitkadem (Młodszy chorąży) | רב-סמל ראשון raw samal riszon (Starszy sierżant) | רב-סמל raw samal (Starszy sierżant sztabowy) |

Źródło: דרגות, „Izraelski Korpus Morski” (dostęp: 03.05.2020); תולדות הדרגות בחיל הים, „Amutet Chejl ha-Jam” (dostęp: 03.05.2020); RANK INSIGNIA – NAVY & COAST GUARD, „Uniform Insignia” (dostęp: 03.05.2020); A. Shafir, The Names of Israeli Military Ranks and their linguistic analysis, „Redefining Community in Intercultural Context” 2013, vol. 2, nr 1, s. 156.

### Korpus szeregowych
We wrześniu 2017 roku rozkazem Szefa Sztabu Generalnego SOI wprowadzono w korpusie szeregowych kategorię żołnierza liniowego/bojowego (hebr. לוחם חוד, lochem chod), który służy w jednostkach bojowych lub brał udział w operacjach przeciw wrogowi. Taki żołnierz otrzyma specjalny pin i insygnium o innym kolorze:
| Korpus szeregowych (חוגרים)                | Korpus szeregowych (חוגרים) | Korpus szeregowych (חוגרים) | Korpus szeregowych (חוגרים) |
| ------------------------------------------ | --------------------------- | --------------------------- | --------------------------- |
|                                            |                             |                             |                             |
| סמל ראשון samal riszon (Sierżant sztabowy) | סמל samal (Sierżant)        | רב-טוראי raw turaj (Kapral) | טוראי turaj (Szeregowy)     |

Źródło: דרגות, „Izraelski Korpus Morski” (dostęp: 03.05.2020); תולדות הדרגות בחיל הים, „Amutet Chejl ha-Jam” (dostęp: 03.05.2020); RANK INSIGNIA – NAVY & COAST GUARD, „Uniform Insignia” (dostęp: 03.05.2020); A. Shafir, The Names of Israeli Military Ranks and their linguistic analysis, „Redefining Community in Intercultural Context” 2013, vol. 2, nr 1, s. 156.

### Korpus zawodowych oficerów akademickich
Armia przewiduje istnienie dwóch stopni zawodowych oficerów akademickich (ich odpowiednikiem jest stopień kapitana – סרן). Przysługują one absolwentom szkół wojskowych, pozostających w służbie zasadniczej lub rezerwowej, którzy nie przeszli kursu oficerskiego, ale pozostaną w służbie jako oficerowie akademiccy:
| Korpus zawodowych oficerów akademickich                | Korpus zawodowych oficerów akademickich    |
| ------------------------------------------------------ | ------------------------------------------ |
|                                                        |                                            |
| קצין מקצועי אקדמאי בכיר kacin mikco’i akadema’i bachir | קצין מקצועי אקדמאי kacin mikco’i akadema’i |

## Bandery i flagi

Bandera Korpusu Morskiego
Flaga Premiera Państwa Izrael na morzu
Flaga Ministra Obrony na morzu
Flaga prezydenta na morzu
Flaga Dowódcy Izraelskiego Korpusu Morskiego
Flaga Szefa Sztabu Generalnego na morzu
Proporzec starszego oficera na pokładzie